# فرخان علیا
فرخان علیا، روستایی است از توابع بخش مرکزی شهرستان قوچان در استان خراسان رضوی ایران.

## جمعیت
این روستا در دهستان سودلانه قرار داشته و بر اساس سرشماری سال۱۳۹۵جمعیت آن 2054نفر (500 خانوار)
بوده است. اهالی این روستا به زبان کردی کرمانجی صحبت می‌کنند 
بزرگترین روستا با بشترین جمعیت در بین فرخان ها وروستاهای قوچان میباشد.
امام زاده جعفر در روستای فرخان علیا ودر مرکز تمام روستاهای فرخان میباشد.
این روستا داری بزرگترین مجتمع آموزشی دخترانه)نورالمهدی در سطح شهرستان قوچان میباشد، وهمچنین دارای مرکز بهداشت،مدارس ابتدایی راهنمایی دبیرستان ومسجد وسالن ورزشی فوتسال ووالیبال میباشد.